# Araucaria subulata
Araucaria subulata är en barrträdart som beskrevs av Eugène Vieillard. Araucaria subulata ingår i släktet Araucaria och familjen Araucariaceae. IUCN kategoriserar arten globalt som nära hotad. Inga underarter finns listade i Catalogue of Life.

## Bildgalleri

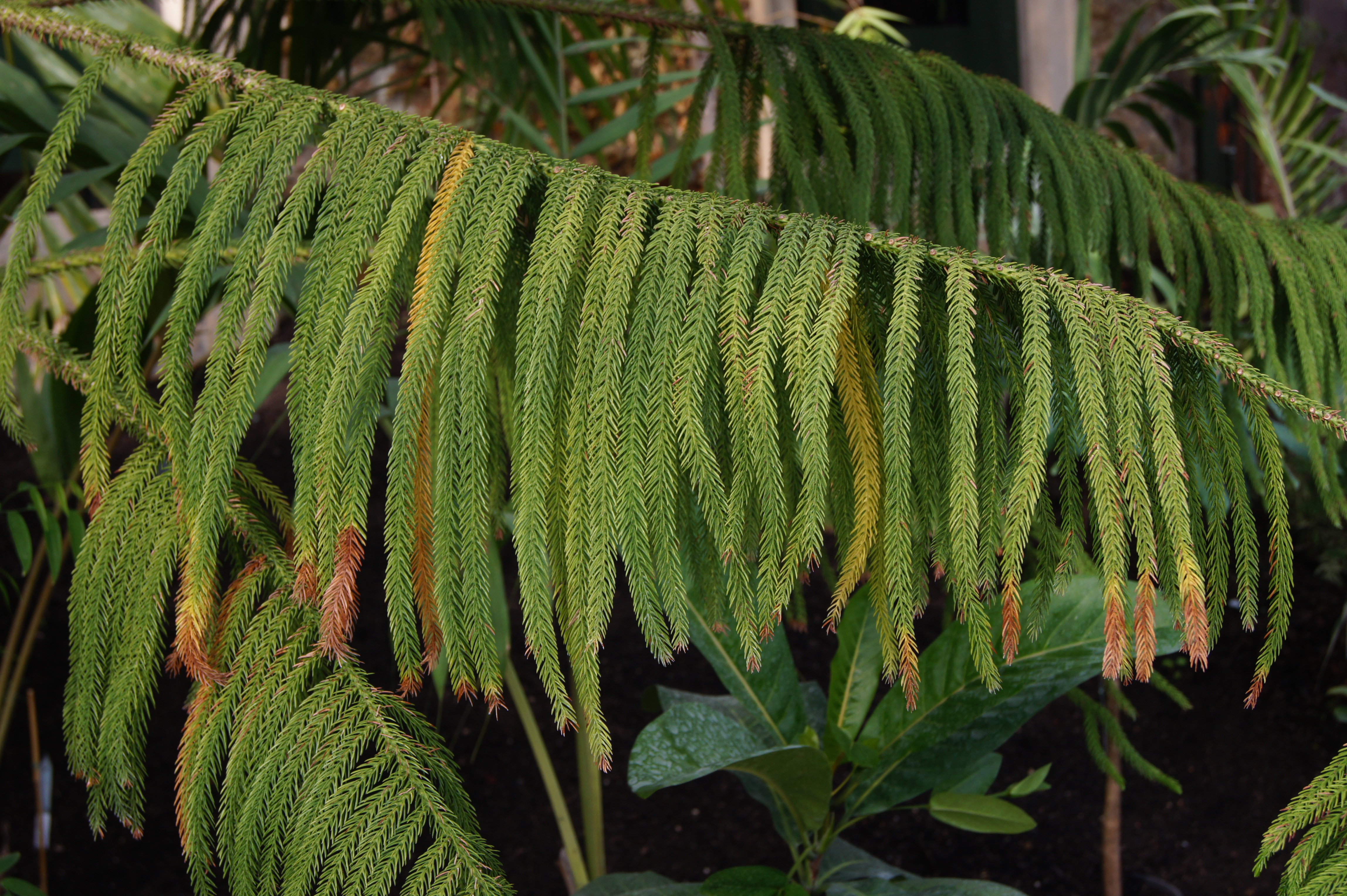
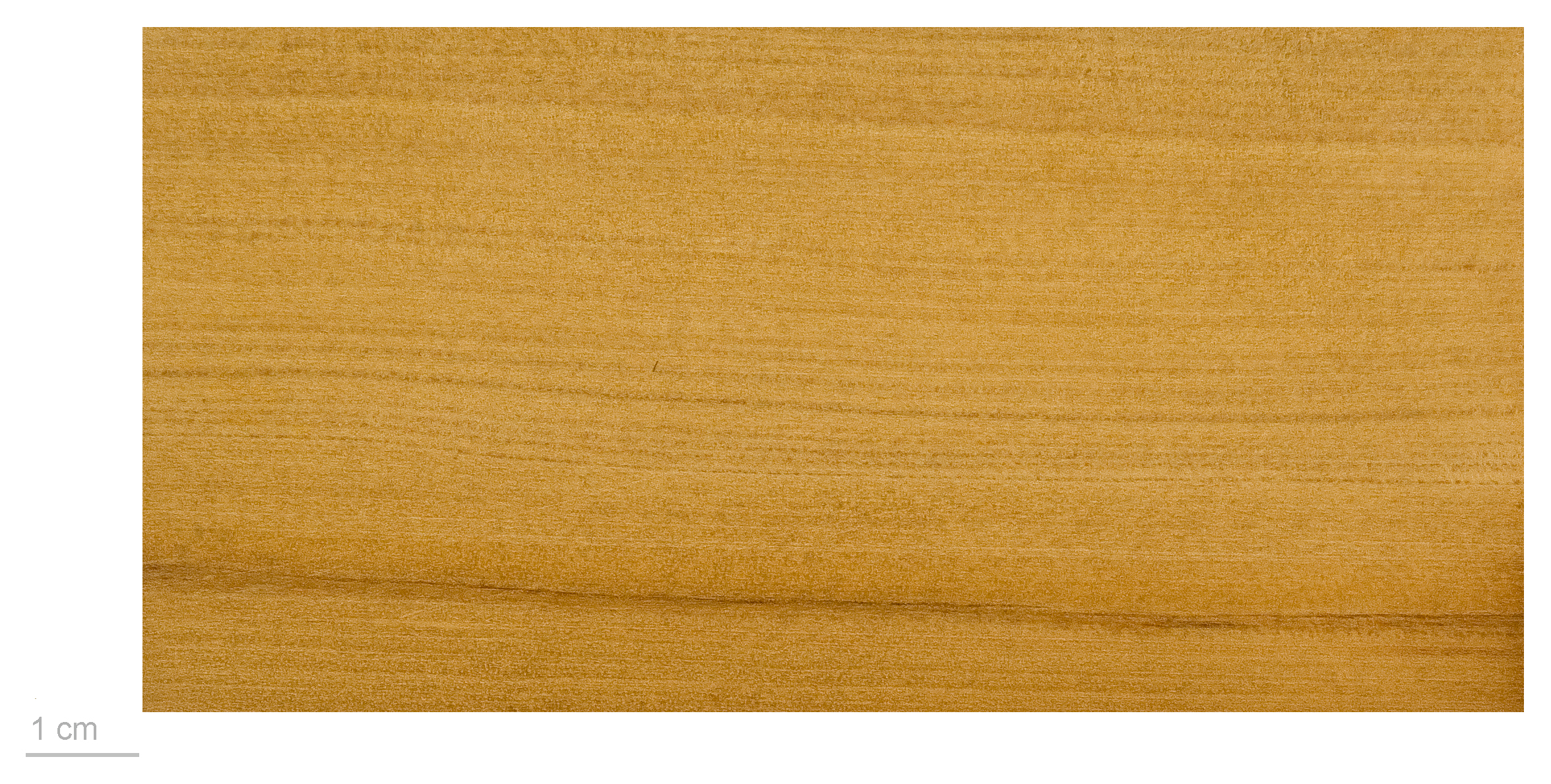
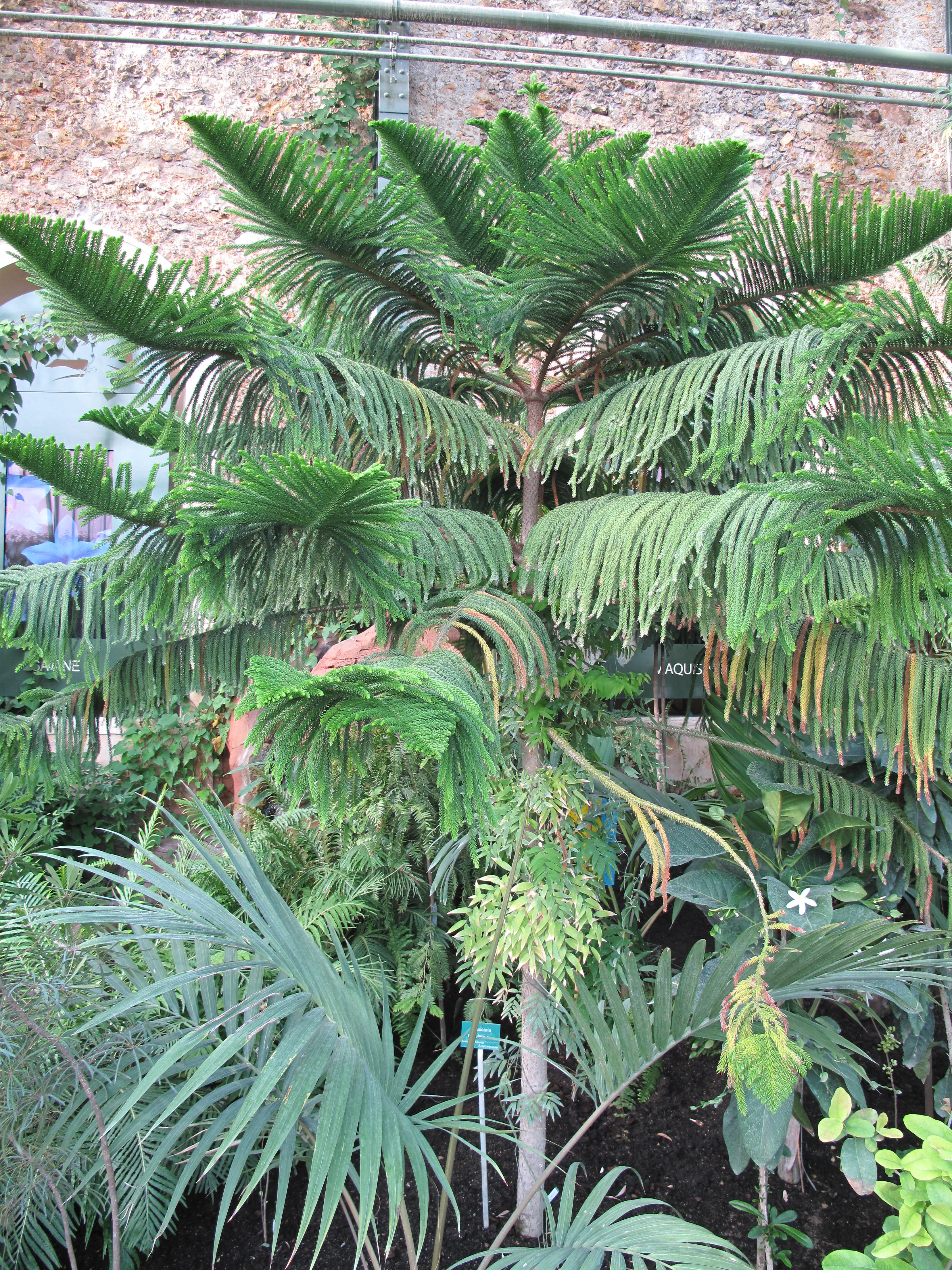
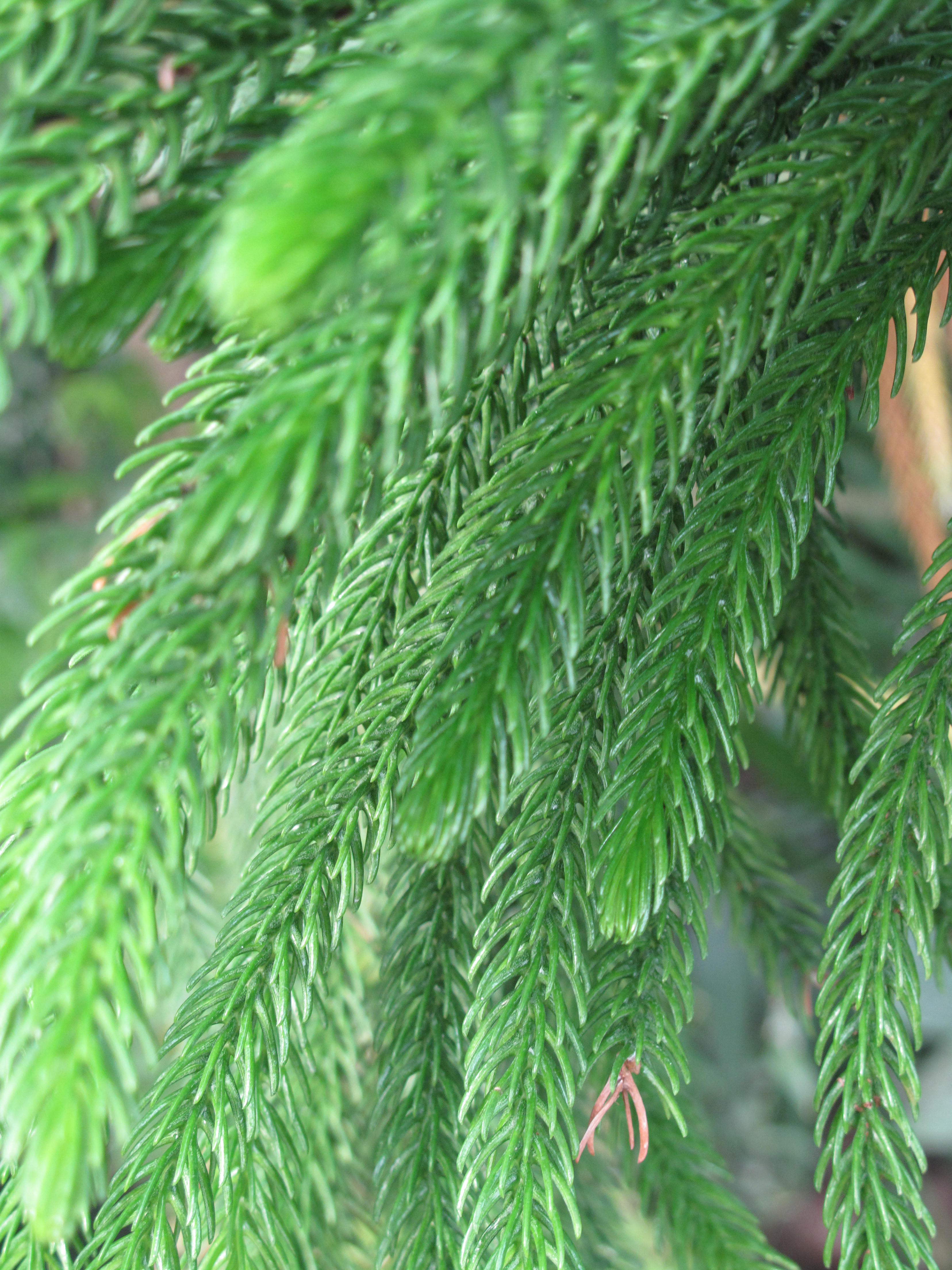
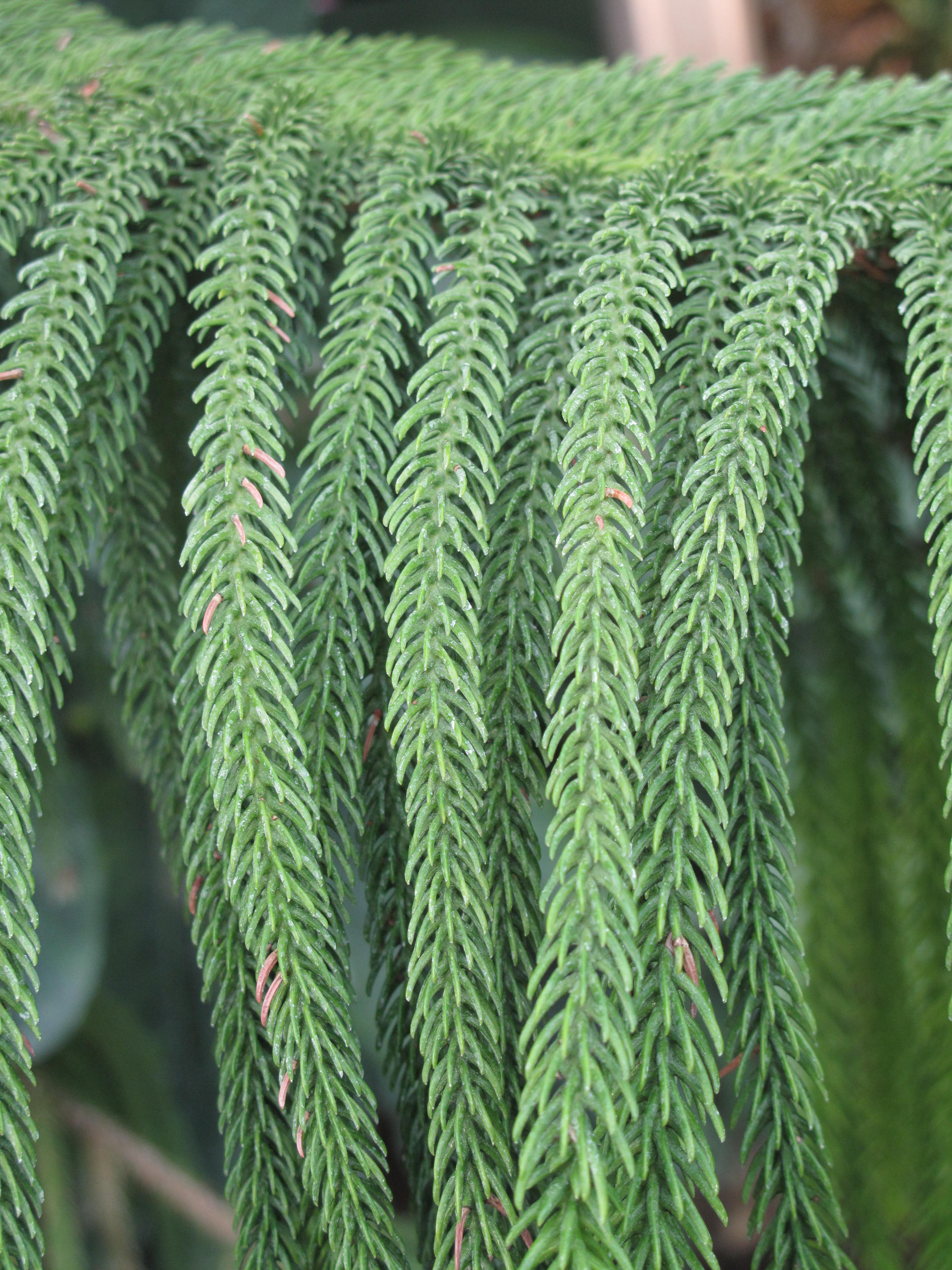
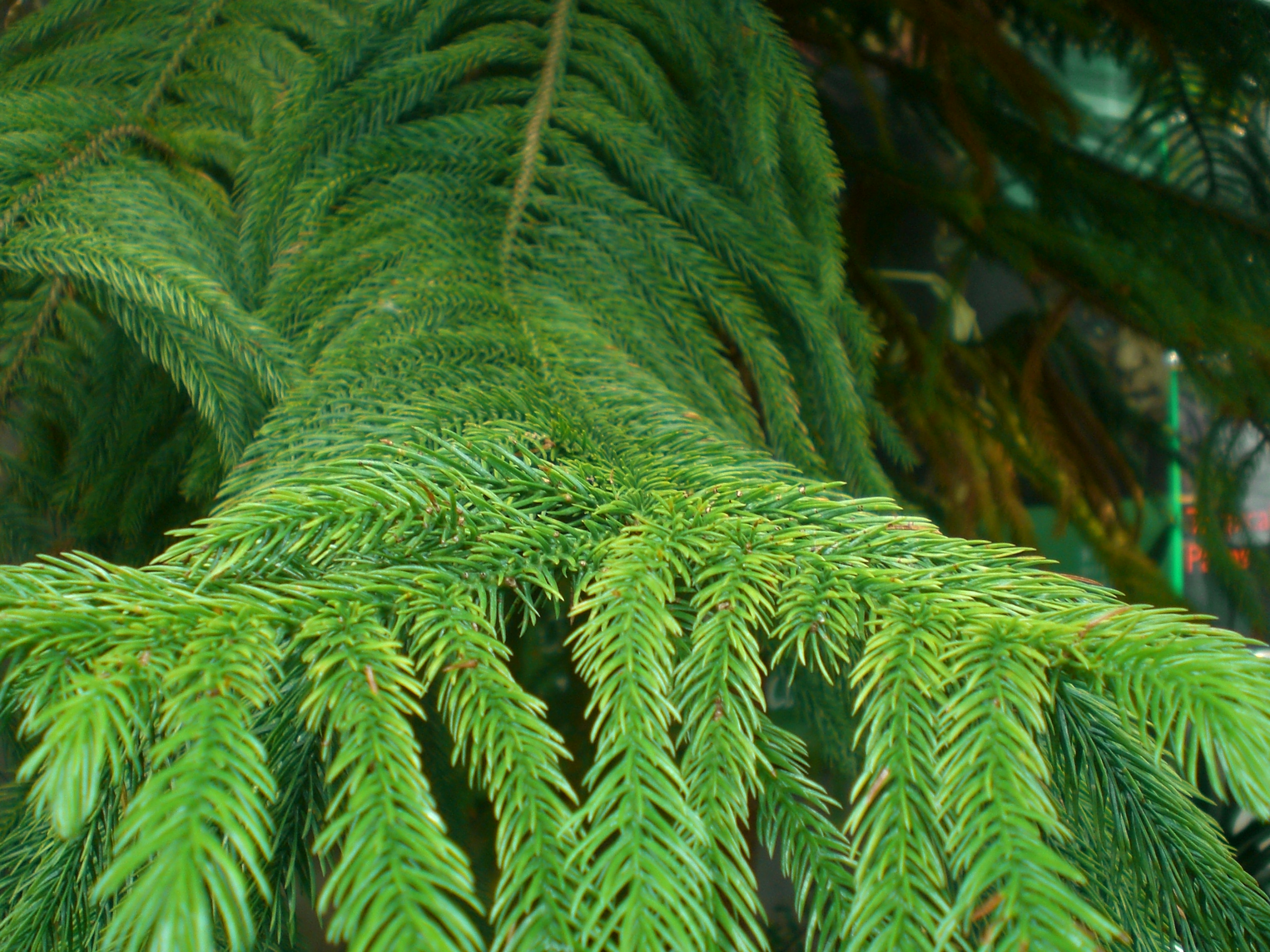